# Pachyramphus major
A Pachyramphus major a madarak (Aves) osztályának verébalakúak (Passeriformes) rendjébe és a Tityridae családjába tartozó faj. Egyes szervezetek az egész családot, a kotingafélék (Cotingidae) családjában sorolják Tityrinae alcsaládként.

## Rendszerezése
A fajt Jean Cabanis német ornitológus írta le 1847-ben, a Bathmidurus nembe  Bathmidurus major néven.

## Alfajai
- Pachyramphus major australis W. Miller & Griscom, 1925
- Pachyramphuss major itzensis Nelson, 1901
- Pachyramphus major major (Cabanis, 1847)
- Pachyramphus major matudai A. R. Phillips, 1966
- Pachyramphus major uropygialis Nelson, 1899[2]

## Előfordulása
Mexikóban és Közép-Amerikában, Belize, Guatemala, Honduras, Nicaragua és Salvador területén honos. A természetes élőhelye a szubtrópusi vagy trópusi síkvidéki- és hegyi esőerdők, lombhullató erdők, valamint ültetvények. Nem megfelelő körülmények hatására alacsonyabb területekre vonul.

## Megjelenése
Testhossza 14-16,3 centiméter.

## Életmódja
Egyedül, vagy párban keresgéli rovarokból és gyümölcsökből álló táplálékát.

## Külső hivatkozások
- Képek az interneten a fajról
- Xeno-canto.org - a faj hangja és elterjedési területe